# Intercellulaire communicatie
Intercellulaire communicatie (IC) is, in een meercellig organisme, de communicatie tussen twee of meer cellen. Deze verloopt respectievelijk via elektrische signalen, in de vorm van synaptische transmissie tussen zenuwcellen; door transport van specifieke moleculen of signaalstoffen; of door direct, fysiek contact. Intercellulaire communicatie is belangrijk bij de coördinatie van cellulaire processen in een meercellig organisme.
Intercellulaire communicatie kan, bij cellen die naast elkaar in een endotheelweefsel liggen, plaatsvinden via de zogenaamde gap junctions. Gap junctions vormen kanalen door de celmembraan heen, waarlangs selectief stoffen kunnen worden getransporteerd.
Communicatie tussen cellen die op grotere afstand van elkaar liggen, kan plaatsvinden doordat de ene cel signaalstoffen uitscheidt die de andere cel detecteert, door middel van receptoren. Dergelijke intercellulaire signalen worden paracriene signalen genoemd.